# سده (فیلم)
سده (انگلیسی: Century) فیلمی است که در سال ۱۹۹۳ منتشر شد. از بازیگران آن می‌توان به چارلز دنس، کلایو اوون، میراندا ریچاردسون و رابرت استیونس اشاره کرد.